# 795年
| 千纪： | 1千纪                                                                                           |
| 世纪： | 7世纪 \| 8世纪 \| 9世纪                                                                         |
| 年代： | 760年代 \| 770年代 \| 780年代 \| 790年代 \| 800年代 \| 810年代 \| 820年代                       |
| 年份： | 790年 \| 791年 \| 792年 \| 793年 \| 794年 \| 795年 \| 796年 \| 797年 \| 798年 \| 799年 \| 800年 |
| 纪年： | 乙亥年（猪年）；唐貞元十一年；南诏上元十二年；日本延曆十四年；渤海国正曆元年                    |

## 大事记
- 朝鲜半岛
  - 渤海国王大華璵死，叔父大嵩璘嗣立。
- 查理曼开始放逐萨克森人，移法兰克人填之。
- 教宗良三世就任。

## 逝世
- 渤海国王大華璵
- 五月十八日，唐朝官员，马燧旧部，检校工部尚书充河东节度使李自良死于任上，死后追赠尚书右仆射
- 八月十七日，唐朝名将，时任当朝司徒兼侍中马燧病逝，死后追赠太尉，谥号庄武。